# ФК Витесе
ФК Витесе (хол. SBV Vitesse) је холандски фудбалски клуб из Арнема. Клуб је основан 14. маја 1892. године. Власник клуба је руски бизнисмен Александар Чигрински.

## Успеси
- Прва лига Холандије

- Другопласирани (5): 1898, 1903, 1913, 1914, 1915.
- Трећепласирани (1): 1998.

- Друга лига Холандије

- Освајач (2): 1977, 1989.
- Другопласирани (2): 1960, 1974.

- Куп Холандије

- Освајач (1): 2017.
- Финалиста (4): 1912, 1927, 1990, 2021.

- Суперкуп Холандије

- Финалиста (1): 2017.

## Познатији играчи
- Данко Лазовић
- Немања Матић
- Драгослав Јеврић
- Владимир Стојковић
- Слободан Рајковић
- Ненад Гроздић
- Никола Аксентијевић
- Бошко Бурсаћ
- Филип Коку
- Рој Макај